# Пјано Кроче (Месина)
Пјано Кроче је насеље у Италији у округу Месина, региону Сицилија.
Према процени из 2011. у насељу је живело 23 становника. Насеље се налази на надморској висини од 153 м.